# Grün (Lengenfeld)
Grün (vogtländisch: Grie) ist eine Ortschaft in der vogtländischen Kleinstadt Lengenfeld im sächsischen Vogtlandkreis. Sie wurde am 1. April 1935 eingemeindet.

## Geografische Lage

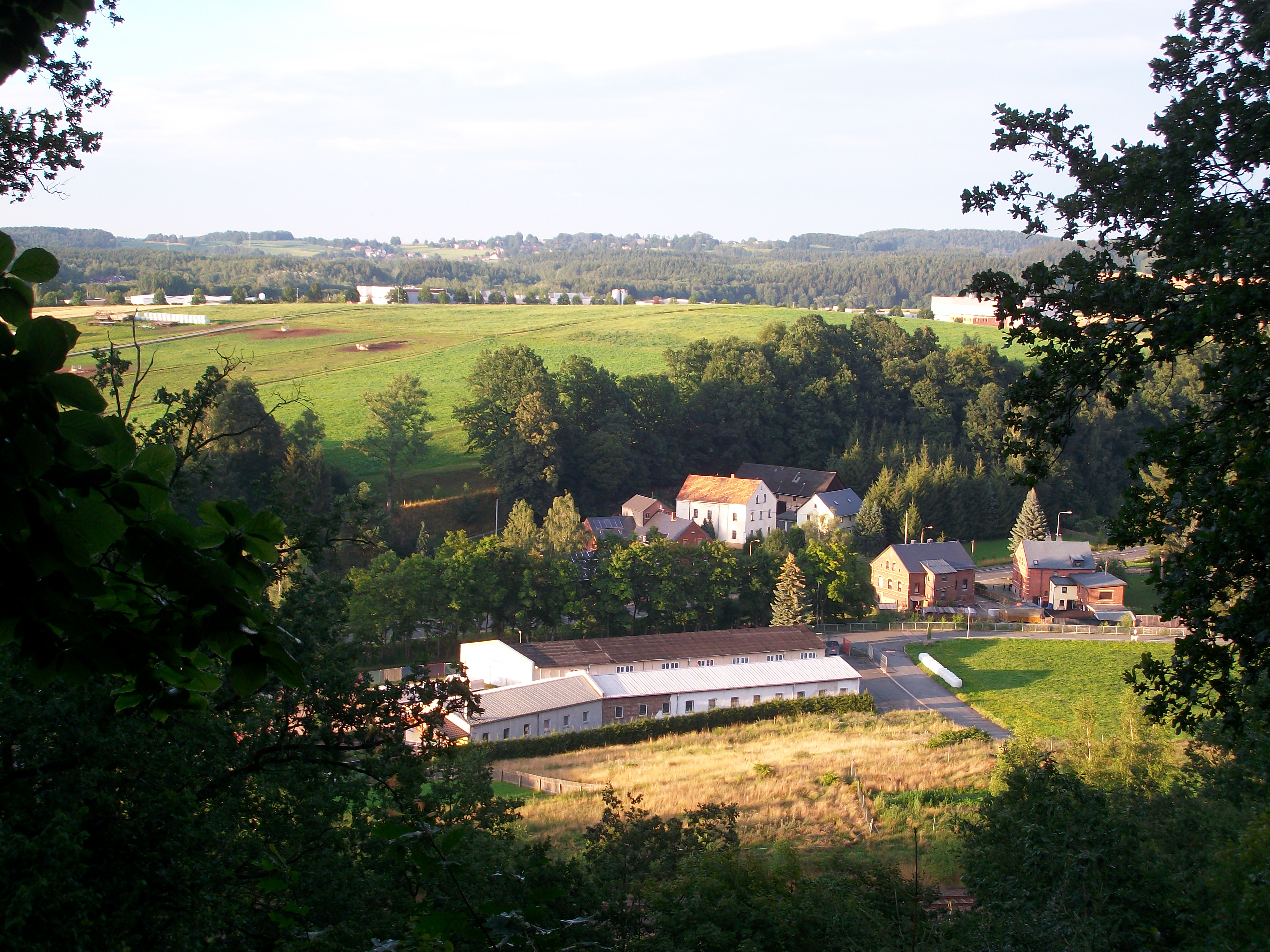
Blick auf Grün vom Lengenfelder Park aus

Grün liegt östlich der Stadt Lengenfeld im Tal der Göltzsch. Der Ort befindet sich im Osten des Naturraumes Vogtland sowie im sächsischen Teil des historischen Vogtlands.
Der Ort grenzt neben der Stadt Lengenfeld an drei weitere Ortsteile der Stadt Lengenfeld und an das Stadtgebiet von Rodewisch bzw. an die Häusergruppen Neuhütte und Elisabethhütte, die sich teils auf Rodewischer, teils auf Lengenfelder Stadtgebiet befinden.
|            | Waldkirchen                                 |        |
| Lengenfeld | Kompassrose, die auf Nachbargemeinden zeigt | Plohn  |
|            | Rodewisch (Neuhütte und Elisabethhütte)     | Abhorn |

## Geschichte

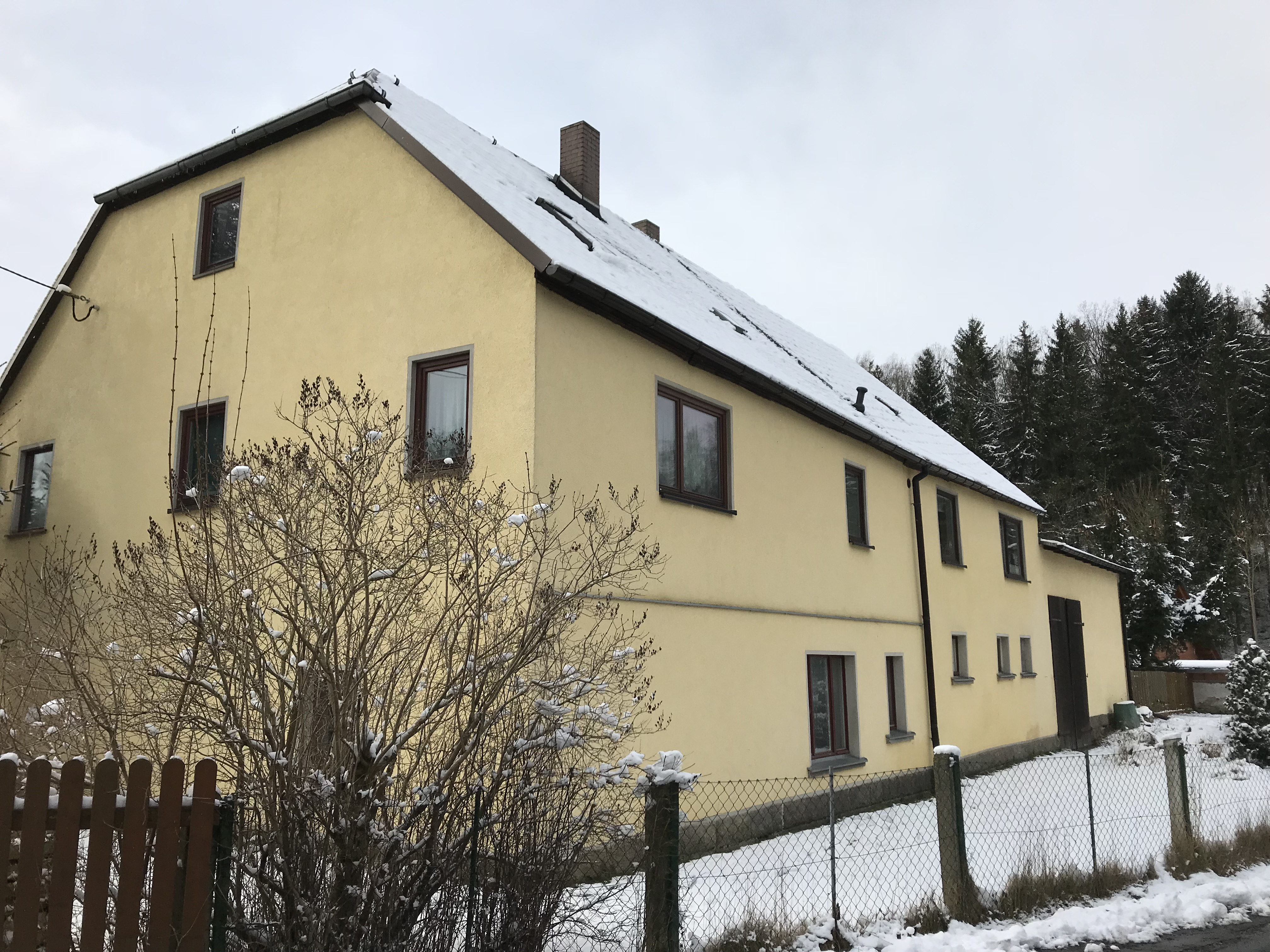
Ehemaliges Rittergut, altes Herrenhaus, jetzige Nutzung Wohnhaus

### Ortsgeschichte
Das ursprünglich einseitige Waldhufendorf entstand entlang des rechten Ufers der Göltzsch und wurde 1399 erstmals urkundlich als Di Grune erwähnt.
Spätestens seit dem 16. Jahrhundert war Grün nach Plohn gepfarrt, woran noch heute der Straßenname Kirchsteig erinnert. Im ausgehenden 16. Jahrhundert unterstand das Dorf grundherrlich dem unteren Rittergut Plohn. Anfang des 17. Jahrhunderts ist das Rittergut Grün nachweisbar, das fortan die Grundherrschaft ausübte. Es war zeitweise im Besitz der Familie Edler von der Planitz. Im Zuge der Napoleonischen Kontinentalsperre baute der Lengenfelder Fabrikant Gottlob Friedrich Thomas 1812 eine Baumwollspinnerei in Grün, die nach Aufhebung der Kontinentalsperre 1814 weiterbestand.
Grün gehörte bis 1856 zum kursächsischen bzw. späteren königlich-sächsischen Amt Plauen, dem der Ort bis 1856 unterstand. 1856 wurde Grün dem Gerichtsamt Lengenfeld und 1875 der Amtshauptmannschaft Auerbach angegliedert.
Am 1. April 1935 wurde Grün in die Stadt Lengenfeld eingemeindet. Im Stadtarchiv befindet sich Archivgut der ehemaligen Gemeinde. Durch die zweite Kreisreform in der DDR kam Grün als Ortsteil der Stadt Lengenfeld im Jahr 1952 zum Kreis Reichenbach im Bezirk Chemnitz (1953 in Bezirk Karl-Marx-Stadt umbenannt), der ab 1990 als sächsischer Landkreis Reichenbach fortgeführt wurde und 1996 im Vogtlandkreis aufging.

### Bevölkerungsentwicklung
| Jahr | Einwohner |
| ---- | --------- |
| 1834 | 508       |
| 1871 | 731       |
| 1890 | 841       |
| 1910 | 1.522     |
| 1925 | 1.447     |

Im Jahr 1583 wirtschafteten in Grün 13 besessene Mann und 2 Häusler. Knapp zwei Jahrhunderte später lag die Zahl der Wirtschaften 1764, ein Jahr nach Ende des Siebenjährigen Krieges, bei 27 besessenen Mann und 7 Häuslerstellen.
In den knapp 40 Jahren vom Beitritt des Königreichs Sachsen zum Deutschen Zollverein bis zur Reichsgründung stieg die Einwohnerzahl von rund 500 um knapp die Hälfte auf etwa 730 an und verdoppelte sich noch einmal bis zum Ende des ersten Jahrzehnts des 20. Jahrhunderts. Zur Zeit der Weimarer Republik lag die Einwohnerzahl 1925 etwas niedriger als noch 15 Jahre zuvor. Von den 1447 Einwohnern waren damals 1325 evangelisch-lutherischer und 21 katholischer Konfession. Die restlichen 101 Einwohner gehörten einer anderen Konfession an oder waren konfessionslos.
Seit der Eingemeindung werden keine amtlichen Einwohnerzahlen mehr für Grün ausgewiesen. 1910 war Grün unter den 69 Kommunen der Amtshauptmannschaft Auerbach auf Rang 22 der Einwohnerstatistik.

## Verkehr
Durch Grün verläuft die Bundesstraße 94 und die Bahnstrecke Zwickau–Falkenstein.
Der Ort ist mit der stündlichen PlusBus-Linie 10 und der BürgerBus-Linie 66 an den vertakteten ÖPNV des Verkehrsverbunds Vogtland angebunden.

## Persönlichkeiten
- Paul Rudolph (1858–1935), bedeutender Objektivkonstrukteur bei Carl Zeiss Jena und Meyer Görlitz, Schöpfer des ersten Anastigmaten, sowie des Planar und Tessar, lebte in der Zeit zwischen 1910 und 1922 in Grün und bewohnte als erster das von seinem Vorbesitzer erbaute Neue Herrenhaus des Gutes.
- Helmut Bechler (1898–1971), Generalmajor der Wehrmacht im Zweiten Weltkrieg
- Karl Adolf Schwabe (1909–1990), Färbermeister und Politiker, Mitglied des Reichstages